# Чёрный город (Баку)

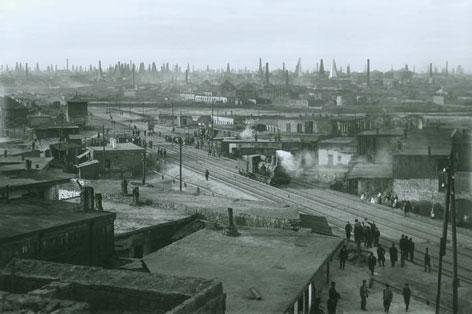
Чёрный город. Фото 1905 года.

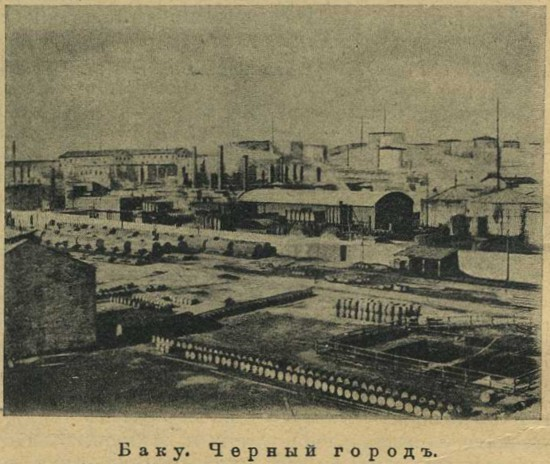
Чёрный город. Фото из журнала 1910 года

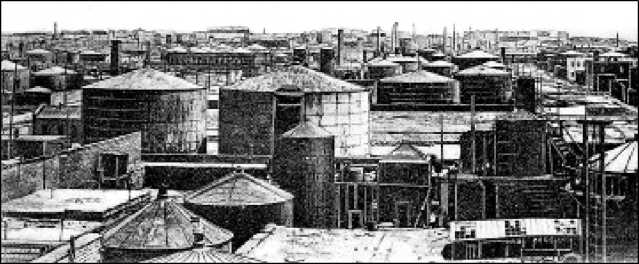
Чёрный город. Фото из книги В. Н. Гартевельда «Среди сыпучих песков и отрубленных голов (Путевые очерки Туркестана)» 1913 года

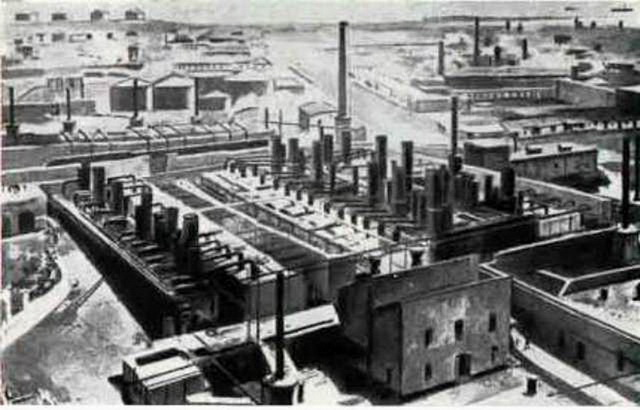
Нефтеперегонный завод Нобелей, конец 1880-х годов.

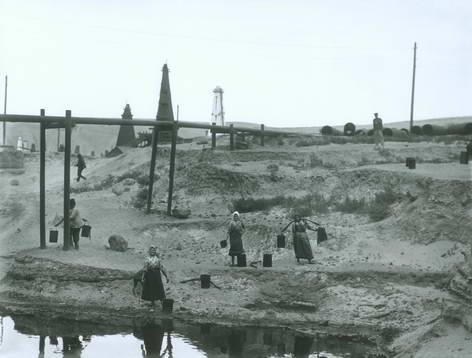
Нефтепровод на окраине Чёрного Города. Фото 1905 года.

Чёрный город (Гарашехер, азерб. Qara Şəhər) — название восточных районов города Баку, ранее бывших его пригородами, в которых в конце XIX — начале XX веков сосредоточились предприятия нефтяной промышленности.

## История
В результате стремительного развития нефтяной промышленности в Баку во второй половине XIX века нефтяные предприятия занимали большие участки городских земель. Заводские постройки представляли хотя и организованную, но в целом неудобную для населения территорию с капитальной застройкой, с заводскими трубами, постоянно испускавшими копоть и дым. Мнение общественности заставило губернские власти серьёзно отнестись к проблеме развития заводского района, который мог помешать нормальному росту города. В 1870 году губернской властью был поставлен вопрос об отводе на выгонных землях города участков под постройку заводов. Вскоре было принято решение о сносе 147 заводов, находившихся вблизи городских кварталов. Тем самым ликвидировалась большая промзона внутри города.
Для размещения заводского района в восточных границах городского выгона в 1876 году был составлен проект планировки новой территории. Здесь и были построены новые нефтяные заводы вместо аннулированных в черте города. Строить заводы вне пределов этой территории в целях улучшения санитарных условий в городе строго запрещалось. Таким образом на расстоянии свыше 2 км от жилых кварталов Баку, частично на пастбищах селения Кишлы и на городском выгоне, где располагались огороды и сады местных жителей, возник новый промышленный район.
К 1880 году в новом районе насчитывается уже 118 предприятий. К 1905 году здесь расположено большинство нефтеперерабатывающих производств Баку. Именно из-за черных от сажи и дыма заводских построек район получил своё название Вот что пишет побывавший в Чёрном городе в 1890 году:
«Всё чёрное, стены, земля, воздух, небо. Вы чувствуете нефть, вдыхаете испарения, резкий запах удушает вас. Вы идёте среди облаков дыма, которые закрывают небо»
В районе проживала основная часть рабочих-нефтяников. Здесь располагались нефтяные предприятия, цеха и дома для рабочих. Условия проживания были очень плохими и резко контрастировали с условиями в самом Баку. Состоятельные граждане проживали в центре Баку, где нефтедобыча и нефтепереработка были запрещены.
После того как территория Чёрного города в пределах проектных границ была исчерпана, нефтепромышленники стали искать новые удобные для эксплуатации земли. Ближе всего к Чёрному городу находились земли жителей селения Кишлы, на которых вскоре возник ещё один промышленный городок — Белый город, ставший продолжением Чёрного города с востока. К концу 1902 года здесь размещалось до 20 крупных нефтеперегонных заводов и торговых предприятий, связанных с нефтяной промышленностью: заводы Манташева и Ко, Каспийско-Черноморского общества, химический завод Шибаева и др. В 1882—1883 годах на границе Чёрного и Белого города братьями Нобель построена Вилла Петролеа — жилой поселок для служащих.
James Dodds Henry пишет в 1905 году, что Чёрный город и Биби-Эйбат — единственные «чёрные пятна» Баку. Балаханы также являлись нефтяным районом, но располагались тогда в 14,5 км от Баку. В Белом городе в отличие от Чёрного города находились более современные и совершенные нефтеперерабатывающие предприятия и там не было такого сильного загрязнения.
В 1878 году братьями Нобель от Балаханского месторождения до Чёрного города проложен первый нефтепровод на территории Российской Империи.

## Планировка
Впервые в истории градостроительной практики России для Чёрного города был разработан проект планировки, основанный на принципе регулярности застройки. Чёрный город получил прямоугольную сеть расположения кварталов. Широкие и прямые магистрали объединяли крупные кварталы промышленного района. Одна из этих магистралей завершалась площадью, непосредственно связанной с многочисленными пристанями. По сравнению с планировкой самого Баку с его мелкими кварталами и сеткой узких улиц, в Чёрном городе вырисовывался крупный масштаб планировки который также отражал понимание важности удаления промышленной зоны от городской черты. Первоначально только южные кварталы Чёрного города были застроены нефтяными заводами, а в северной его части располагалась сеть проселочных дорог и тропинок связывавшая район с селением Балаханы. В дальнейшем в связи с развитием нефтяной промышленности северная часть Чёрного города также пополнилась заводской застройкой. После ликвидации заболоченности стала использоваться береговая полоса Чёрного города.
В дальнейшем планировка Чёрного города не менялась, а застройка постоянно реконструировалась и обновлялась в зависимости от технических достижении и усовершенствований заводского производства.

## Современное состояние
Проектом Baku White City предусмотрено восстановление и развитие территории Чёрного города и строительство здесь 10 городских районов. В работе над проектом приняли участие международная компания по инженерному и архитектурному проектированию «Atkins» (Великобритания), а также архитектурная компания «Fosters + Partners» и американское архитектурное бюро «F+A Architects».

## Достопримечательности
- Бывшая резиденция братьев Нобель — Вилла Петролеа. В настоящий момент резиденция восстановлена и в ней находится первый музей семьи Нобелей за пределами Швеции. Он является одним из исторических музеев Баку и имеет нефтяную тематику[7].
- На территории Чёрного города расположена одна из станций Бакинского метрополитена — «Шах Исмаил Хатаи».
- Азербайджанский музей медицины, расположенный в здании лечебницы, в которой с 1914 по 1917 год работал врачом Нариман Нариманов (на фасаде здания установлена мемориальная доска Нариманова).
- Памятник жертвам Ходжалинской резни.

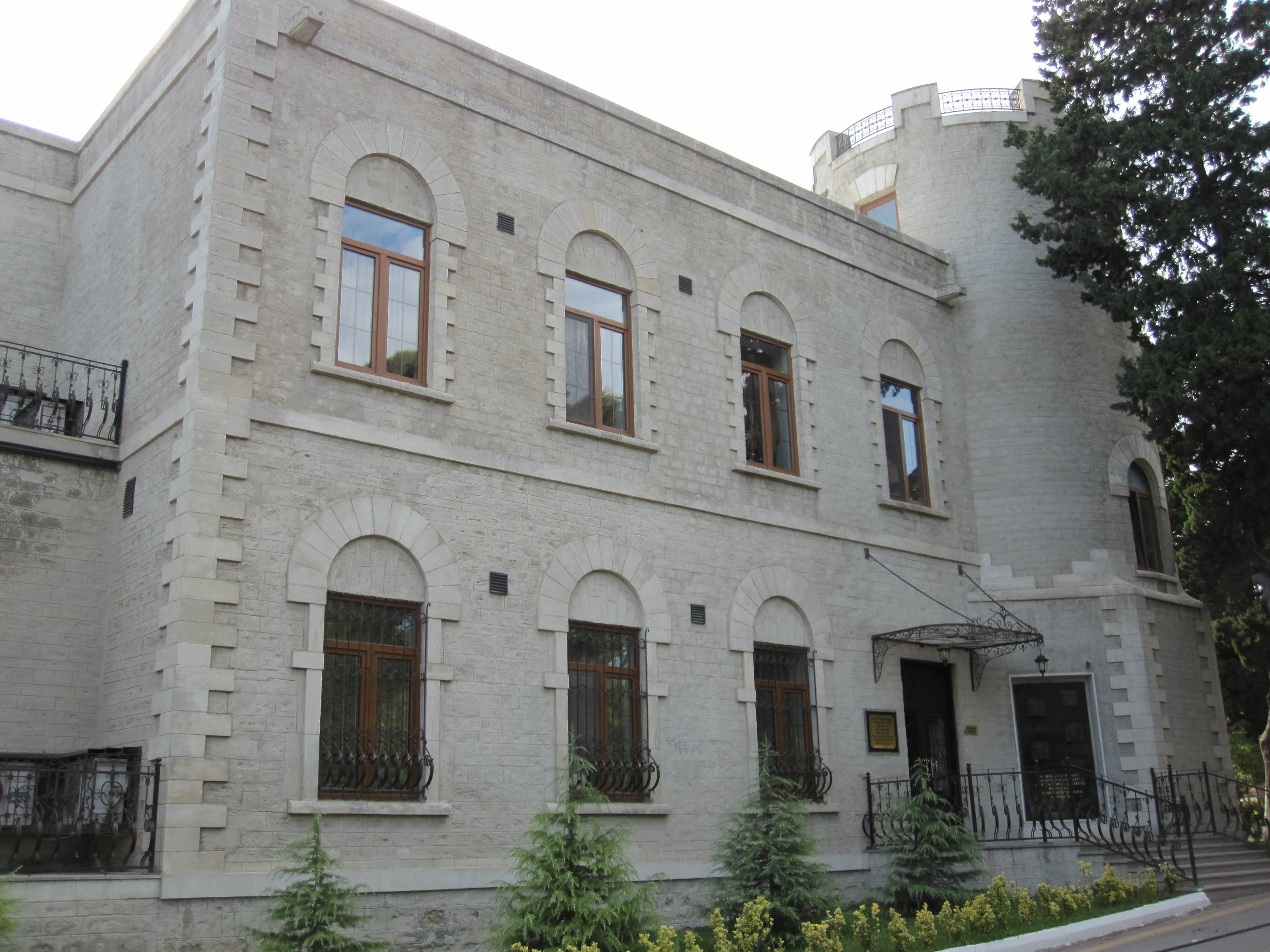
Здание Вилла Петролеа, бывшая резиденция братьев Нобель
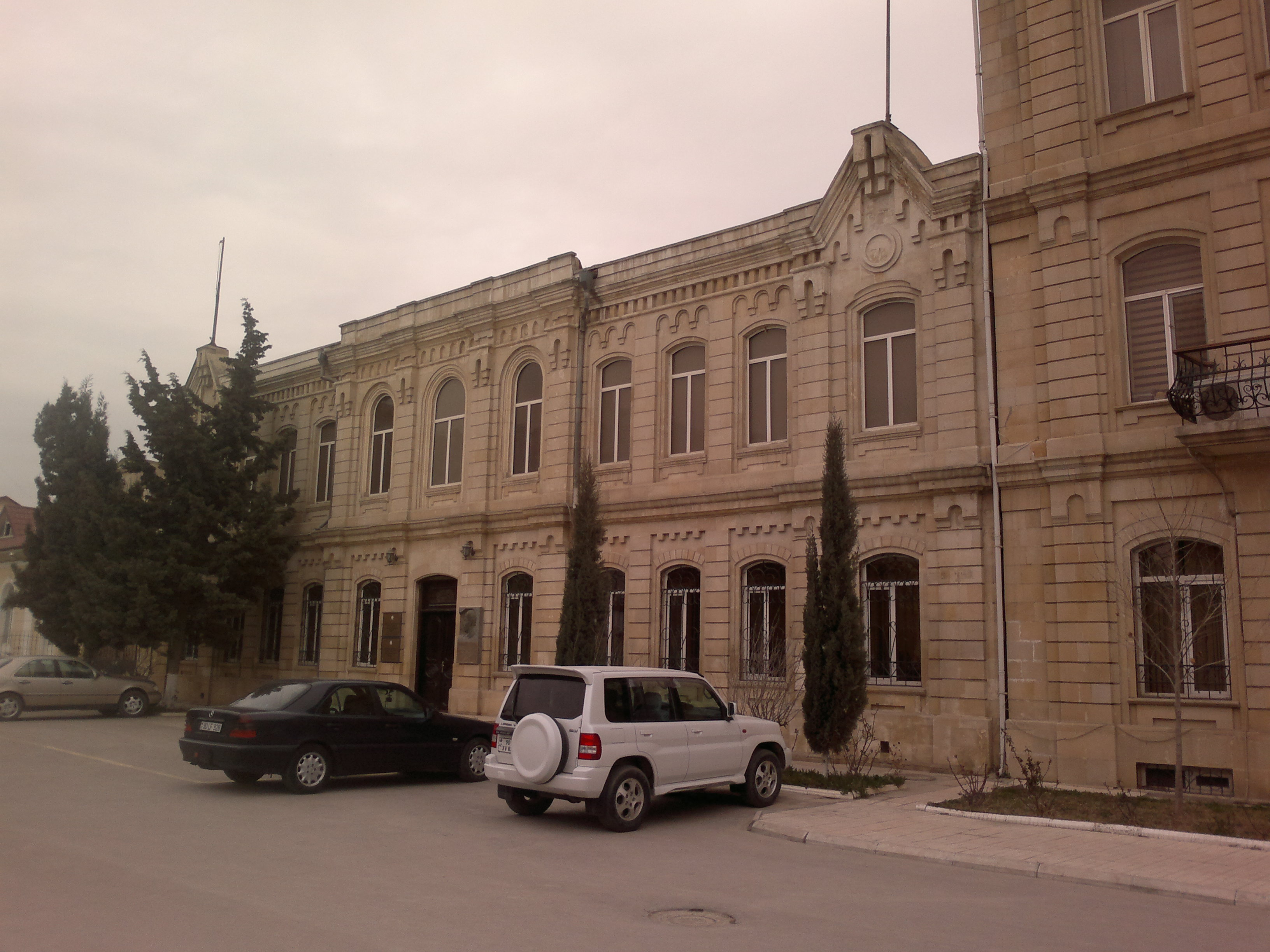
Здание Азербайджанского музея медицины, расположенный в здании лечебницы, в которой с 1914 по 1917 год работал врачом Нариман Нариманов

## Чёрный город в искусстве
- Короткометражный кинофильм «Белый и Чёрный город» (1908 г.)
- Роман Бориса Акунина «Чёрный город»